# Новожилово (озеро)
Новожи́лово — озеро на севере Пермского края, Россия. Расположено в юго-западной части Чердынского района, в болотном массиве между реками Кама и Тимшор. Абсолютная отметка уреза воды составляет 131,0 м. Площадь водоёма составляет 7,12 км². Код объекта в государственном водном реестре — 10010100111111100000703.
Небольшая протока соединяет озеро с Камой. В 5 км к западу находится более крупное озеро Большой Кумикуш с площадью 17,8 км². В озере водится окунь, щука и ёрш. Часть рыбы на зиму уходит в Каму.